# پروانه نابیوسیده
پروانه نابیوسیده (نام علمی: Kumothales inexpectata) نام یک گونه از تبار تبار دریابد است.